# Цюрс
Цюрс (нім. Zürs) — гірськолижний курорт в Австрії у федеральній землі Форарльберг. Він знаходиться в районі Арльберг, що на кордоні з Німеччиною. Розташований приблизно за 110 км від аеропорту Інсбрук і є, мабуть, одним з наймодніших і дорогих гірськолижних курортів Австрії. Девізом цього курорту є вислів: «Більше простору — більше часу». 
Цюрс знаходиться на висоті 1716 метрів. Курорт має високу міжнародну репутацію і чудову спортивну атмосферу. Зимовий сезон триває в Цюрсі з кінця листопада по травень. Вважається, що саме в Цюрсі був побудований перший в Австрії гірськолижний підйомник. Одна з лижних трас, що проходить через Цюрс називається Біле кільце (нім. Der Weiße Ring). Цей контур з лижних трас довжиною 22 км, що з'єднує Лех, Цюрс, Оберлех і Цуг — найдовша і легендарна лижна траса в світі. Середній лижник проходить кільце за кілька годин (чемпіони — за годину з невеликим без урахування часу підйомів), перший раз його рекомендують проходити з гідом. На Білому кільці регулярно проводяться гонки для любителів і професіоналів з церемоніями нагородження.